# Исида, Нобухиро
Нобухи́ро Иси́да (англ. Nobuhiro Ishida яп. 石田 順裕) род. 18 августа 1975 года, Нагасу, Кумамото, Япония) — японский боксёр-профессионал, выступающий в первой средней, средней и тяжёлой весовых категориях. Временный чемпион мира в первой средней весовой категории по версии WBA (2009—2010).

## Любительская карьера
На любительском ринге Исида провёл 116 поединков, 101 выиграл, из них 50 нокаутом.

## Профессиональная карьера
На профессиональном ринге Исида дебютировал в 2000 году во второй полусредней весовой категории.
Со статистикой 5-0 победил более опытного корейца, Кук-Юл Сунга (21-3-2), и завоевал восточный тихоокеанский титул чемпиона по версии OPBF. В первой защите титула, проиграл бой по очкам, и потерпел первое поражение. Следом последовало второе поражение по очкам.
В 2004 году проиграл Крейзи Киму в бою за титул чемпиона Европы.
В декабре 2006 года завоевал вакантный титул чемпиона Европы.
В апреле 2007 года нокаутировал Татсуки Кавасаки (20-2), в 2008 году снова победил Кавасаки.
22 сентября 2008 года в элиминаторе WBA раздельным решением судей победил боксёра из Венесуэлы, Марко Антонио Авендано (26-5-1).
30 августа 2009 года в повторном бою с Авендано завоевал титул временного чемпиона мира по версии WBA.
В 2010 году во второй защите титула проиграл раздельным решением судей, Ригоберто Альваресу (26-2).
В апреле 2011 года совершил самую громкую сенсацию в своей карьере, и в общественности мирового бокса. Вышел на ринг с молодой звездой, непобеждённым американским нокаутёром, Джеймсом Кирклендом (27-0). В первом же раунде Нобухиро трижды отправил американскую звезду на настил ринга и сенсационно нокаутировал Киркланда. Бой получил статус «Апсет года».
18 февраля 2012 года единогласным решением судей проиграл известному американскому боксёру, Полу Уильямсу.

### Чемпионский бой с Дмитрием Пирогом
Ещё на взвешивании поединок мог сорваться, если бы Исида не уложился в допустимый лимит средневесов – 72,57 кг. Ему пришлось за пару часов согнать 1,5 кг, чтобы иметь право выйти на ринг. 1 мая 2012 года состоялся долгожданный поединок. Боксеры преодолели полную дистанцию боя, состоявшего из 12 раундов. Поединок начался с разведки, боксеры пристреливались и изучали друг друга. Однако уже во втором раунде Дмитрий Пирог нащупал свою дистанцию и его действия стали выглядеть все более эффективно. Исида также старался перехватить инициативу и нисколько не сбавлял оборотов.
С каждым раундом Пирог наращивал преимущество. Последняя возможность закончить поединок досрочно у россиянина была за полминуты до конца раунда, но нанести нокаутирующий удар ему не удалось. Бой завершился победой россиянина по очкам со счетом  120-108, 119-109 и 117-111.

### Чемпионский бой с Геннадием Головкиным
30 марта 2013 года в Монако, Исида вышел на ринг с чемпионом мира по версиям WBA и IBO, Геннадием Головкиным. С первых секунд раунда казахстанец ринулся вперёд, японец принял бой, и не уходил от атак. первые два раунда прошли очень зрелищно с большим преимуществом чемпиона. Нобухиро много пропускал, но как всегда хорошо держал удар. В конце третьего раунда правым кроссом в челюсть, Головкин отправил Ишиду в глубокий нокаут, тем самым защитил свои чемпионские титулы, и нанёс японцу единственное досрочное поражение в карьере.

### Переход в супертяжёлый вес
В начале 2014 года Исида шокировал поклонников и японскую боксёрскую атлетическую комиссию, заявлением, что решил перейти в супертяжёлую весовую категорию (свыше 90,7 кг), хотя вся предыдущая карьера японца была в среднем (до 72 кг) и полусредних весах. 13 января Исида провёл спарринг с супертяжеловесом, который был экзаменационным испытанием Исиды боксёрской комиссией Японии.

## Таблица профессиональных поединков
В таблице перечислены результаты всех поединков боксёров.
В каждой строке указан результат поединка. Дополнительно номер поединка обозначен цветом, который обозначает итог поединка. Расшифровка обозначений и цветов представлена в нижеследующей таблице.
| Пример | Расшифровка                     |
| ------ | ------------------------------- |
|        | Победа                          |
|        | Ничья                           |
|        | Поражение                       |
|        | Планируемый поединок            |
|        | Поединок признан несостоявшимся |
| КО     | Нокаут                          |
| ТКО    | Технический нокаут              |
| PTS    | Решение судей (по очкам)        |
| UD     | Единогласное решение судей      |
| MD     | Решение большинства судей       |
| SD     | Раздельное решение судей        |
| RTD    | Отказ от продолжения боя        |
| DQ     | Дисквалификация                 |
| NC     | Поединок признан несостоявшимся |

| Бой | Рекорд  | Дата             | Соперник               | Место боя                                      | Результат      | Комментарии |
| --- | ------- | ---------------- | ---------------------- | ---------------------------------------------- | -------------- | --- |
| 40  | 27–11–2 | 30 апреля 2015   | Киотаро Фудзимото      | Арена Коракуэн, Токио, Япония                  | SD (10)        | |
| 39  | 27–10–2 | 27 декабря 2014  | Котацу Такехара        | Sumiyoshi Ward Center, Осака, Япония           | RTD4 (8), 3:00 | |
| 38  | 26–10–2 | 14 сентября 2014 | Дэвид Радефф           | Osaka Prefectural Gymnasium, Осака, Япония     | UD (8)         | |
| 37  | 25–10–2 | 30 апреля 2014   | Киотаро Фудзимото      | Арена Коракуэн, Токио, Япония                  | UD (8)         | Дебютный бой в тяжёлой весовой категории                                                                          |
| 36  | 25–9–2  | 4 августа 2013   | Элли Пангарибуа        | IMP Hall, Осака, Япония                        | KO2 (10)       | |
| 35  | 24–9–2  | 30 марта 2013    | Геннадий Головкин      | Monte-Carlo Sporting, Монте-Карло, Монако      | KO3 (12), 2:11 | Бой за титулы чемпиона мира по версиям WBA и IBO в среднем весе                                                   |
| 34  | 24–8–2  | 1 мая 2012       | Дмитрий Пирог          | СК «Крылатское», Москва, Россия                | UD (12)        | Бой за титул чемпиона мира по версии WBO в среднем весе                                                           |
| 33  | 24–7–2  | 18 февраля 2012  | Пол Уильямс            | American Bank Center, Корпус-Кристи, Техас     | UD (12)        | |
| 32  | 24–6–2  | 26 ноября 2011   | Эдсон Эспиноза         | Мехико, Мексика                                | TKO1 (4), 2:58 | |
| 31  | 23–6–2  | 9 апреля 2011    | Джеймс Киркленд        | MGM Grand Garden Arena, Лас-Вегас, Невада, США | TKO1 (8), 1:52 | |
| 30  | 22–6–2  | 9 октября 2010   | Ригоберто Альварес     | Тепик, Наярит, Мексика                         | SD (12)        | Потерял титул временного чемпиона в первом среднем весе по версии WBA (2-я защита). Ишида в нокдауне в 7-м раунде |
| 29  | 22–5–2  | 29 декабря 2009  | Они Валдес             | Osaka Prefectural Gymnasium, Осака, Япония     | UD (12)        | Защитил титул временного чемпиона в первом среднем весе по версии WBA (1-я защита)                                |
| 28  | 21–5–2  | 30 августа 2009  | Марко Антонио Авендано | Osaka Prefectural Gymnasium, Осака, Япония     | UD (12)        | Выиграл титул временного чемпиона в первом среднем весе по версии WBA                                             |
| 27  | 20–5–2  | 22 сентября 2008 | Марко Антонио Авендано | Osaka Prefectural Gymnasium, Осака, Япония     | SD (12)        | |